# Sturla Tordsson den ældre
Sturla Tordsson, eller norrønt Sturla Þorðarsson (født 1115, død 1183) var en islandsk høvding. Han blev også kaldt Hvamm-Sturla efter gården Hvamm, hvor han boede. Sturla var stamfader til den mægtige Sturlunge-æt. Han er fader til Snorre Sturlason, forfatteren af Heimskringla. Sturla må ikke forveksles med sin sønnesøn med samme navn, Sturla Tordsson, historiker og forfatter af blandt andet Håkon Håkonssons saga og Magnus Lagabøtes saga.